# Colpocephalum pilgrimi
Colpocephalum pilgrimi är en insektsart som beskrevs av Price 1967. Colpocephalum pilgrimi ingår i släktet Colpocephalum och familjen spolätare. Inga underarter finns listade i Catalogue of Life.